# إيفانوفكا (قرية)
«إيفانوفكا» (بالروسية: Ивановка)، (باللاتينية: Ivanovka) (بالعربية: إيفانوفكا) هي قرية في مقاطعة إيسيك-آتا في مقاطعة تشوي،قيرغيزستان، تقع في منتصف المسافة تقريبًا بين مدينة توكموك وكانت. بلغ عدد سكانها حوالي 16,052 نسمة في عام 2009. وهي معروفة بتركيبتها السكانية متعددة الأعراق، بما في ذلك  القيرغيز والروس والدونغان. يرتكز اقتصادها على الزراعة في وادي تشوي، أكبر المناطق الزراعية في شمالي قيرغيزستان.